# The Human League
The Human League — британський музичний колектив, заснований у 1977 році в Шеффілді. Вважаються одними із першопрохідців у жанрі синті-попу.
Засновниками The Human League вважаються музиканти Мартін Вер і Іен Крейг Марш. Вокаліст Філіп Окі, який пізніше приєднався до них, залишався єдиним постійним учасником колективу за весь час його існування. З 1987 року гурт складався з Філіпа Окі, а також Джоан Катеролл і Сьюзен Енн Саллі, які увійшли до складу The Human League в 1980 році. Найбільшої популярності колектив досяг у період з 1980 по 1990 роки, отримавши міжнародне визнання завдяки успішним хітам «Don't You Want Me», «Love Action (I Believe in Love)», «Open Your Heart», «Mirror Man», «(Keep Feeling) Fascination», «The Lebanon», «Human» і «Tell Me When».
Диском з найбільшим продажем став Dare, який увійшов до списку кращих альбомів Великої Британії 1981 року. Вісім синглів групи входили в кращу десятку UK Singles Chart, п'ять альбомів — в десятку UK Albums Chart.

## Склад

### Поточний склад
- Філіп Окі — вокал, клавішні (1977 — дотепер)
- Джоан Катеролл — вокал, бек-вокал (1980 — дотепер)
- Сьюзен Енн Саллі — вокал, бек-вокал (1980 — дотепер)

### Колишні учасники
- Мартін Вер — клавішні (1977 — 1980)
- Іен Крейг Марш — клавішні (1977 — 1980)
- Філіп Едріан Райт — клавішні, спецефекти (1978 — 1986)
- Іен Берден — клавішні, електрична бас-гітара (1981 — 1987)
- Джо Колліс — клавішні, електрична гітара (1981 — 1985)

## Дискографія
Студійні альбоми
- Reproduction (1979)
- Travelogue (1980)
- Dare (1981)
- Hysteria (1984)
- Crash (1986)
- Romantic? (1990)
- Octopus (1995)
- Secrets (2001)
- Credo (2011)